# Kakukk-szövőmadár
A kakukk-szövőmadár (Anomalospiza imberbis) a madarak osztályának verébalakúak (Passeriformes) rendjébe, azon belül a vidafélék (Viduidae) családjába tartozó Anomalospiza nem egyetlen faja.

## Rendszerezése
A fajt Jean Cabanis német ornitológus írta le 1868-ban, a Crithagra nembe Crithagra imberbis néven.

## Alfajai
- Anomalospiza imberbis butleri W. L. Sclater & Mackworth-Praed, 1918
- Anomalospiza imberbis (Cabanis, 1868)[4]

## Előfordulása
Angola, Benin, Botswana, a Dél-afrikai Köztársaság, Dél-Szudán, Kamerun, a Kongói Demokratikus Köztársaság, a Kongói Köztársaság, Elefántcsontpart, Etiópia, Ghána, Guinea, Kenya, Malawi, Mozambik, Namíbia, Nigéria, Ruanda, Sierra Leone, Szváziföld, Tanzánia, Uganda, Zambia és Zimbabwe területén honos. Kóborlásai során eljut Gambiába és Maliba is. 
Természetes élőhelyei a szubtrópusi és trópusi száraz cserjések, szavannák, legelők, szántóföldek, nedves rétek, füves folyóvízi árterek, mesterséges és természetes édesvizek.

## Megjelenése
Testhossza 12 centiméter.

## Életmódja
Magvakkal táplálkozik, néha rovarokat is fogyaszt.

## Szaporodása
Mint az a vidafélék családjában általában, ez a faj is költésparazita. Gazdafaja többféle énekesmadár lehet, biztosan szerepel ezek között a halvány prínia (Prinia subflava) és vörösképű szuharbújó (Cisticola erythrops).

## Természetvédelmi helyzete
Az elterjedési területe rendkívül nagy, egyedszáma pedig stabil. A Természetvédelmi Világszövetség Vörös listáján nem fenyegetett fajként szerepel.